# ポートアイランド西公園

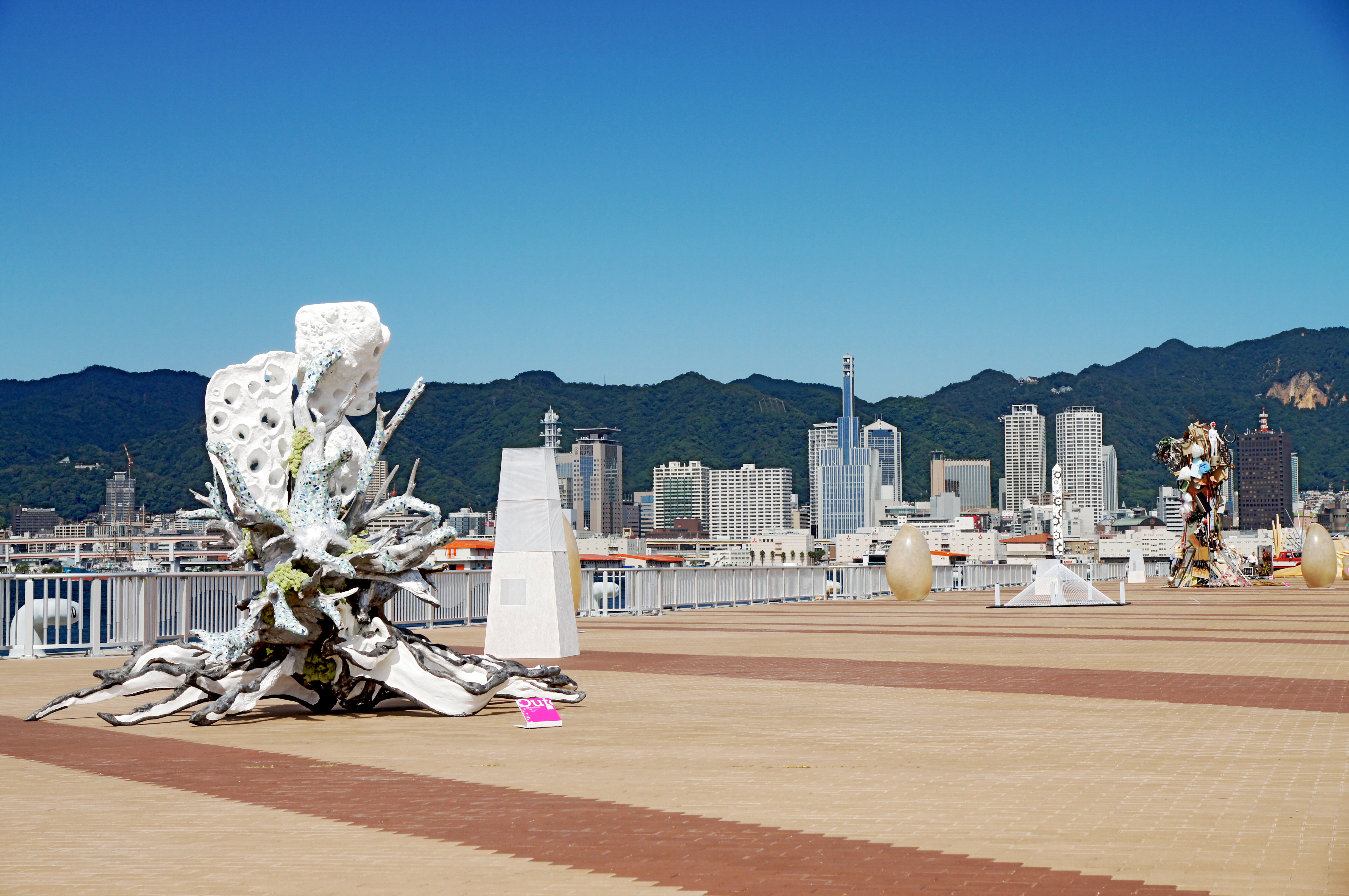
神戸ビエンナーレ2011開催時

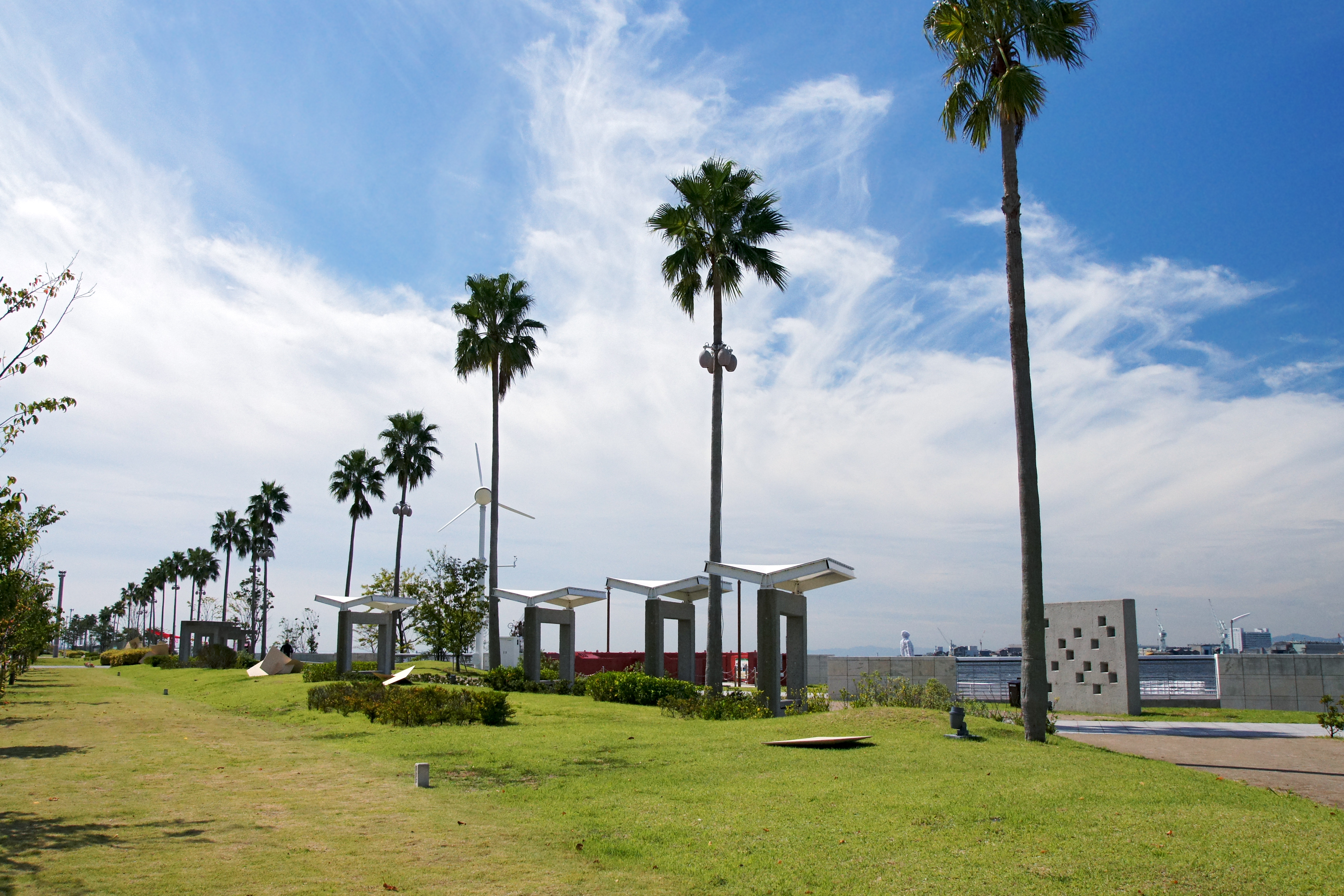
散策路

ポートアイランド西公園（ポートアイランドにしこうえん）は兵庫県神戸市のポートアイランド西海岸のウォーターフロントにある緑地公園である。一般公募による愛称はポーアイしおさい公園。

## 概要
ポートアイランド2期地区に移転したコンテナターミナルの跡地、ポートアイランド1期地区西岸の旧PC1-5バースの海側を再整備し、神戸港開港140年に当たる2007年（平成19年）にオープンした。この公園は864mにわたって海に面しており、多くの場所から神戸港、六甲連山、神戸ポートタワーや神戸ハーバーランド等を望むことができる。岸壁は船舶の接岸が可能である。
公園は、2007年に隣接地にキャンパスを設置した神戸学院大学、兵庫医療大学、神戸夙川学院大学、夙川学院短期大学のキャンパスと一体化しており、一般・観光客でも大学のレストラン・学食等一部施設を利用可能である。
愛称である「ポーアイしおさい公園」は、一般市民の応募により決められ、135点の応募の中から選ばれた。2007年（平成19年）6月8日に、ポートアイランド西岸壁初着岸セレモニー&『ポーアイしおさい公園』命名式が開催された。

## 施設
- 散策プロムナード
- 展望デッキ
- 芝生斜面
- 船着場

## 周辺
- 神戸コンベンションコンプレックス
  - ワールド記念ホール、ポートピアホテル
- ポートアイランド北公園